# Vittorio Ieralla

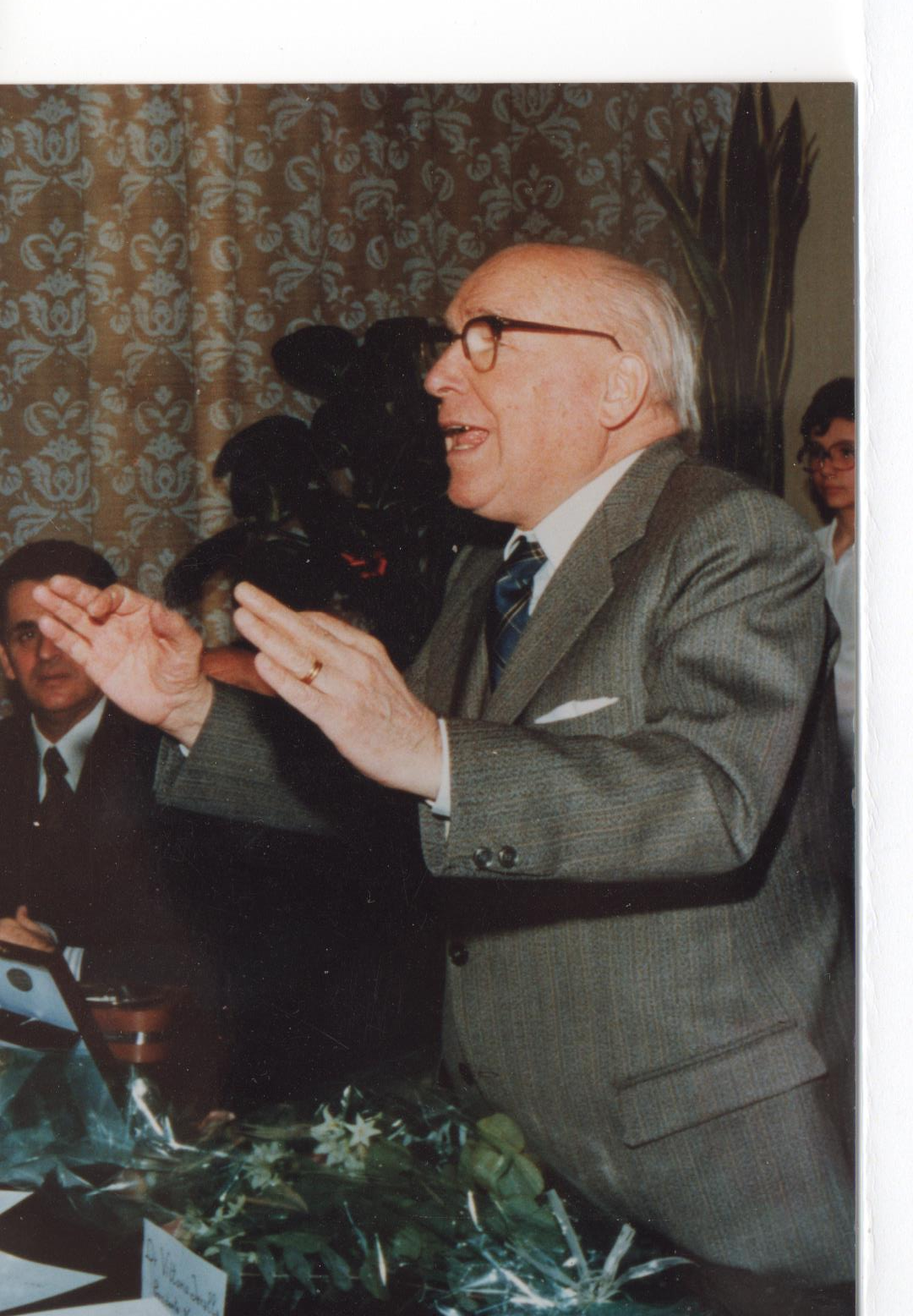

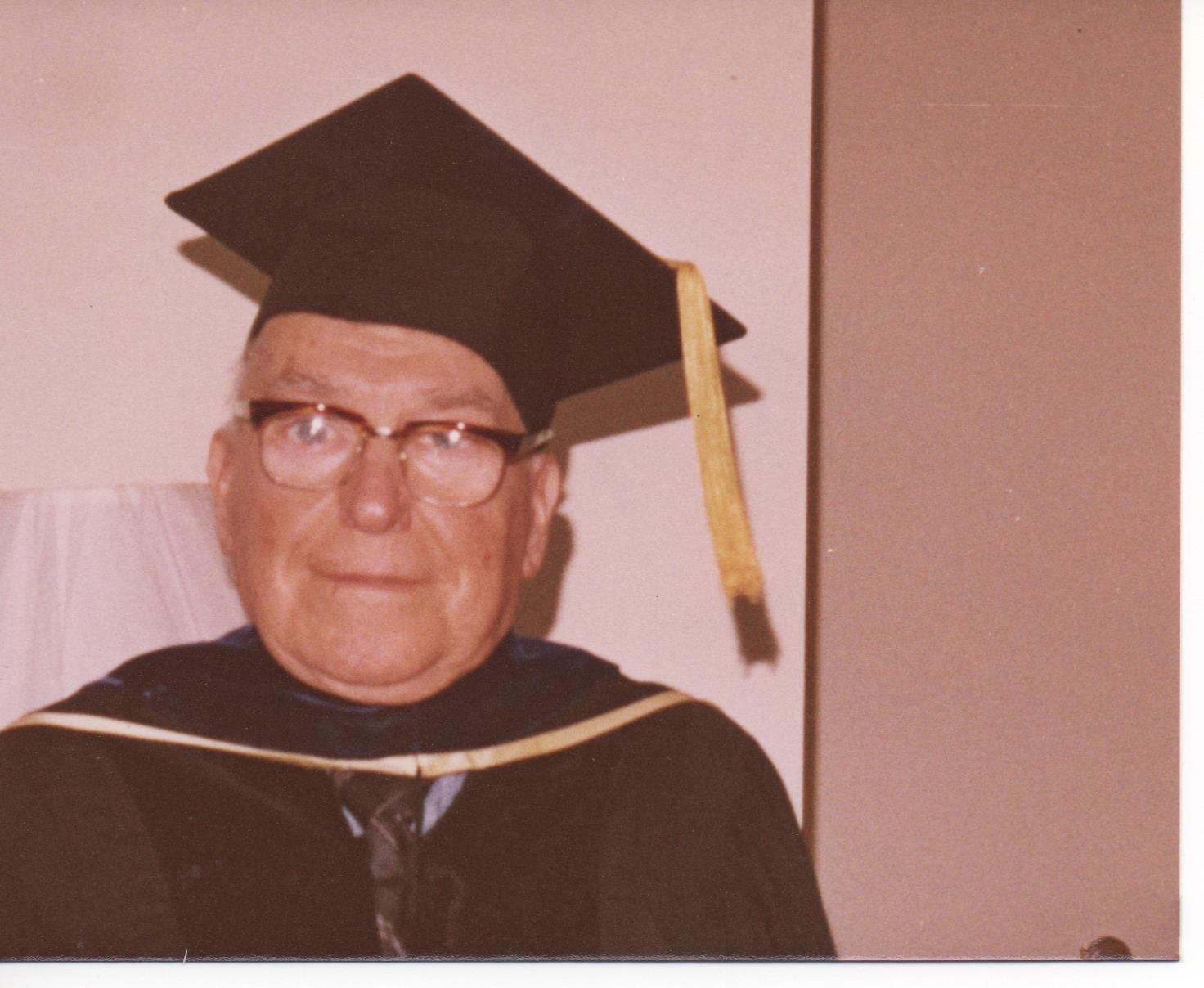

Vittorio Ieralla (Trieste, 3 agosto 1903 – Pordenone, 25 luglio 1982) è stato un attivista italiano.

## Biografia
Vittorio Ieralla nato a Trieste il 3 agosto 1903, divenne sordo all'età di tre anni; a 6 anni cominciò a frequentare la scuola comunale per sordomuti che esisteva solo a Trieste.
A soli 17 anni fu uno dei fondatori dell'Associazione dei sordi "San Giusto", di cui divenne presidente e, in collaborazione con G. Enrico Prestini che dirigeva l'Associazione dei sordi di Milano, cominciò la lotta per redimere la categoria dei sordomuti condannati all'inabilità dall'Art. 340 del vecchio Codice Civile italiano, per cancellare il quale Vittorio Ieralla fu relatore nei convegni di Padova, Torino Roma e Bologna fino al 1929 quando fu approvata finalmente la riforma e poco tempo dopo l'abolizione del famigerato articolo.
Fu uno dei fondatori dell'Ente Nazionale Sordomuti (ENS), l'associazione italiana dei sordi che, a partire dal 1950, venne approvata come tale con decreto di legge ministeriale; nello stesso anno fu designato Commissario Governativo, con decreto ministeriale, dell’appena costituito Ente Nazionale Sordomuti. La prima Assemblea Generale dei Soci, che equivale all’odierno Congresso Nazionale, si svolse ad Assisi nella primavera del 1958, e Ieralla fu eletto presidente nazionale.
È stato il primo Presidente del World Federation of the Deaf, dal 1951 al 1955. Ed è stato il secondo Presidente dell'Ente Nazionale Sordi, dal 1950 al 1982 precedendo dalla carica del presidente Giovanni De Carlis.
Durante la presidenza più che trentennale dell'ENS (dal 1950 al 1982) da parte di Vittorio Ieralla, in Italia furono approvate leggi sociali a beneficio dei sordi e di altri disabili.
A Roma, nel 1951 fu tra gli organizzatori della World Federation of the Deaf, fondazione mondiale dei sordi, di cui fu eletto primo presidente a cui seguirono sei incarichi consecutivi come vicepresidente dal 1955 al 1979, ottenendo un record che non è stato ancora eguagliato.
Durante il suo incarico di presidente mondiale, egli iniziò i contatti con le Nazioni Unite, visitò molti paesi e aiutò a definire lo scopo e la missione del World Federation of the Deaf; al termine della sua presidenza le nazioni rappresentate nel World Federation of the Deaf erano 24.
Il Dott. Ieralla ricevette molti onori per il suo lavoro: il premio di Merito per la solidarietà nazionale e internazionale di 1ª classe e la Grande Croce. Il Gallaudet College, ora università, di Washington gli conferì la laurea "honoris causa" in legge nel 1977.

### Morte e riconoscimenti
Nella notte fra il 24 e il 25 luglio 1982 morì improvvisamente nel sonno, mentre era ospite in un albergo di Pordenone, dove si era recato su invito dei sordomuti locali per partecipare ad una manifestazione internazionale di “silenziosi”.
Un anno dopo la sua morte, nel 1983, fu istituito a nome suo il "WDF Ieralla Memorial Award, durante l'assemblea generale della Federazione Mondiale dei sordi a Palermo.

## Nome-segno
Il suo nome segno era il mignolo che muove a forma di J.